# Casa Bordeaux Groult
Casa Bordeaux Groult és un habitatge del municipi de Cadaqués (Alt Empordà) inclòs en l'Inventari del Patrimoni Arquitectònic de Catalunya.

## Descripció
Situada al nord del nucli urbà de la població de Cadaqués, davant la platja de s'Alqueria Petita.
Gran edifici aïllat de planta més o menys rectangular força allargada, fonamentat damunt la roca de la costa i distribuït en diversos cossos o volums adossats disposats esglaonadament. Tot l'edifici s'estructura en una sola planta i presenta una escarpada escala de pedra que condueix directament al mar. El cos principal està situat a la zona més alta, és rectangular i presenta la coberta a dues aigües. Destaca una gran terrassa orientada al mar i la pèrgola situada davant la façana principal, oberta amb quatre finestrals. La resta de volums presenten plantes quadrades o bé rectangulars, amb les cobertes a un i dos vessants. Les obertures presents a l'edifici són majoritàriament rectangulars i de mida mitjana, tot i que també n'hi ha de mig punt i altres finestrals de mida més gran. La distribució interior de les estances és força destacable. Al cos principal hi ha la sala d'estar, amb una gran llar de foc central, al voltant de la que s'estructuren la resta d'habitacions. En els volums esglaonats hi havia, en origen, els dormitoris, agrupats de dos en dos al voltant de petits patis. Els sostres interiors són plans i la major part dels mobles són d'obra.
La construcció es troba arrebossada i emblanquinada. Cal destacar un passadís exterior que envolta l'edifici el qual es recolza damunt murs de pedra llicorella, que s'integren en el paisatge.

## Història
A partir dels anys 50, Cadaqués es va convertir en un centre cultural important, on es reunien personatges de la burgesia catalana i artistes internacionals de ressò. Aquests fets, juntament amb l'increment de turisme, varen comportar la construcció de noves cases d'estiueig i la reforma de les antigues introduint variacions lligades a les darreres tendències arquitectòniques, encara que conservant, globalment, l'estil arquitectònic tradicional.
Casa projectada per Peter Harnden i Lanfranco Bombelli pel matrimoni Bordeaux-Groult que es va vendre la casa a finals dels anys 1970 i, posteriorment, l'edifici ha patit certes transformacions que han desdibuixat el projecte inicial.
És probable que fos la primera casa "moderna" construïda més enllà de la badia de Portlligat.